# STS-118
STS-118 var en rymdfärd till den Internationella rymdstationen ISS, som genomfördes av den amerikanska rymdfärjan Endeavour mellan 8 augusti och 21 augusti 2007.  Uppdraget var Endeavours första sedan december 2002. Endeavour levererade och monterade fackverksdel S5 truss, levererade mat, kläder, utrustning och vetenskapliga experiment samt återförde sopor och annat till Jorden. Man gjorde även underhåll samt bytte skadad utrustning.
Rymdfärjorna är från och med detta uppdrag utrustade med ett nytt elförsörjningssystem från ISS till rymdfärjorna. Det nya systemet gör det möjligt för färjorna att stanna längre vid ISS än som tidigare var möjligt. Elförsörjningssystemet ombord på Endeavour visade sig fungera som planerat, och NASA beslöt därför den 12 augusti att förlänga uppdraget med tre dagar.

## Aktiviteter

### Aktiviteter dag för dag

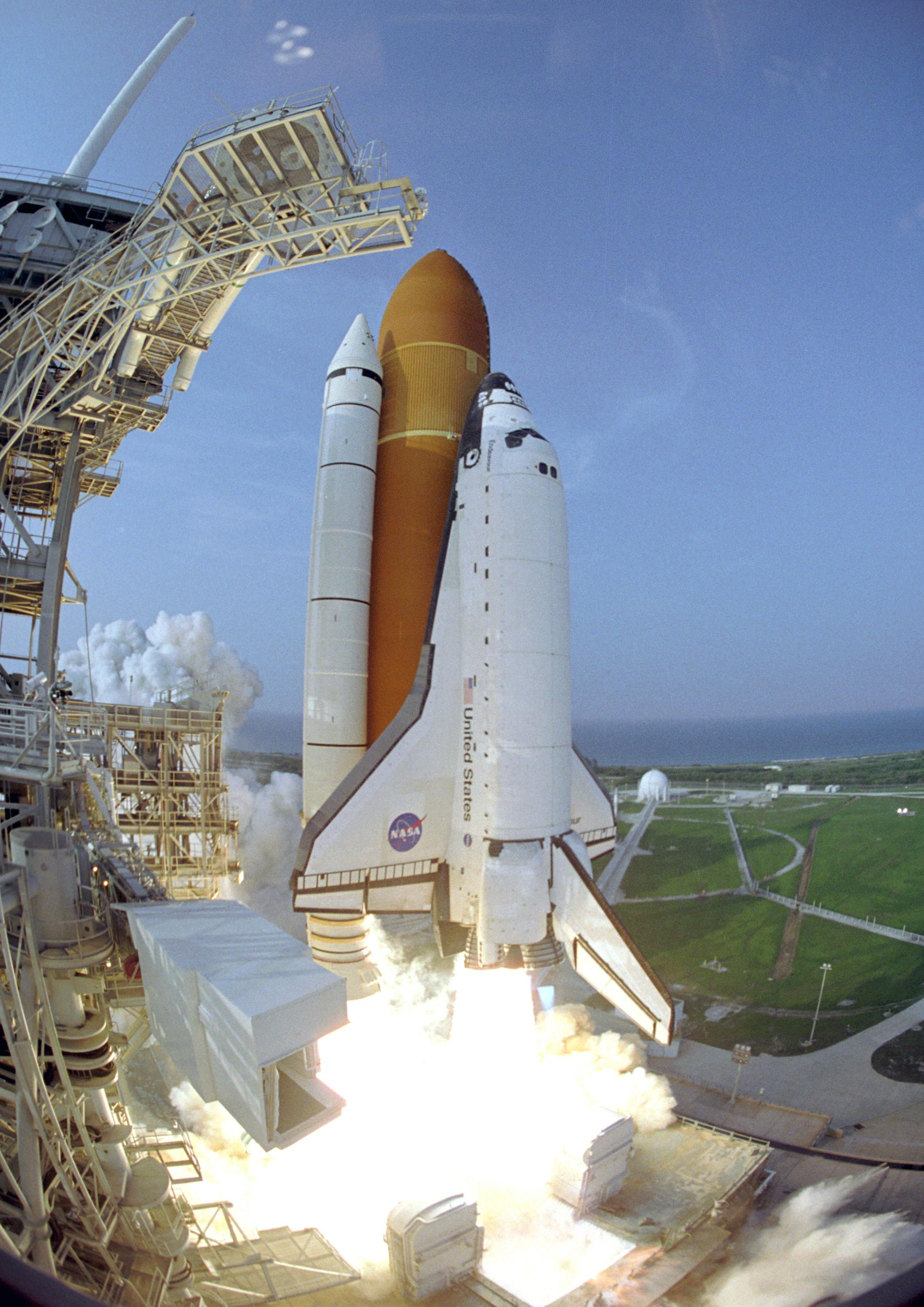
STS-118s uppskjutning

- 11 juli - Endeavour anlände till startplattan.
- 26 juli - Tidpunkt för uppskjutning sätts officiellt till den 7 augusti 7:02 p.m. EDT.
- 3 augusti - På grund av reparation av en trasig ventil i Endeavours besättningskabin flyttats starten fram ett dygn till 8 augusti, 6:36:36 p.m EDT.
- 5 augusti - Nedräkningen till starten påbörjades 8:00 p.m. EDT.
- 8 augusti Dag 1 - Lyckad uppskjutning 6:36:42 p.m. EDT.
- 9 augusti Dag 2 - Inspektion av rymdskyttelns värmesköldar. Förberedelser inför dockning med den Internationella rymdstationen.
- 10 augusti Dag 3 - Lyckad dockning med den Internationella rymdstationen skedde klockan 02:02 pm EDT (18:02 UTC). Klockan 04:04 EDT (20:04 UTC) hade alla luckor mellan rymdstationen och rymdskytteln öppnats och besättningen på Endeavour förenades med Expedition 15 ombord på rymdstationen. S5 Truss lyftes av rymdskyttelns robotarm ut ur skyttelns lastutrymme och räcktes över till rymdstationens Canadarm2, där den sedan inväntade att under nästa dag bli fogad till rymdstationen. Williams och Mastracchio övernattade i Quest Airlock som del av förberedelserna inför den första rymdpromenaden, EVA-1.
- 11 augusti Dag 4 - EVA 1, se rymdpromenader.
- 12 augusti Dag 5 - Inspektion av skyttelns värmesköldar, man hittar en 56 kvadratcentimeter stor skada som NASA inte anser allvarlig, se avsnitt skador nedan. Lastning och lossning av förnödenheter med mera mellan Endeavour och ISS. Williams och Mastracchio övernattar i Quest Airlock som del av förberedelserna inför den andra rymdpromenaden, EVA-2. Beslut togs av NASA att förlänga uppdraget med 3 dagar, ny landningsdag är 22 augusti.
- 13 augusti Dag 6 - EVA 2, se rymdpromenader.
- 14 augusti Dag 7 - Morgan och Caldwell installerade en lagrings-plattform (ESP-3) på utsidan av rymdstationen med hjälp av Canadarm2.
- 15 augusti Dag 8 - EVA 3, se rymdpromenader.
- 16 augusti Dag 9 - Fortsatt lastning och lossning av förnödenheter. Morgan och Drew genomförde en utbildning för Challenger Center for Space Science Education som är en ideell internationell organisation i Virginia, USA grundad av familjerna till de omkomna i Challenger-olyckan 1986.[3] Man gav också presskonferenser.
- 17 augusti Dag 10 Fortsatt lastning och lossning av förnödenheter. Gemensam presskonferens med Expedition 15. Man diskuterade bland annat Orkanen Dean och dess eventuella påverkan på landningen.[4] Williams och Anderson övernattade i Quest Airlock som del av förberedelserna inför den fjärde rymdpromenaden, EVA-4.
- 18 augusti Dag 11- EVA 4, se rymdpromenader. Luckan mellan Endeavour och ISS stängdes tidigare än planerat på grund av Orkanen Dean. Man överväger landning redan den 21 augusti av samma orsak.
- 19 augusti Dag 12 - Endeavour och rymdstationen separerade 11:56 UTC. Om vädret tillåter siktar man på landning dag 14. För att spara tid och öka möjligheten till landning dag 14 genomfördes inte den sedvanliga flygningen runt ISS. Efter en sista kontroll av värmesköldarna mestadels vila för besättningen.
- 20 augusti Dag 13 - Förberedelser inför landning.
- 21 augusti Dag 14 - Lyckad landning 12:33:20 pm EDT 16:33:20 UTC

### Rymdpromenader

#### EVA-1
Dag 4, Williams och Mastracchio. EVA-1 inleddes 12:28 pm EDT. S5 truss installerades. I samarbete markkontrollen förbereddes solpanelen P6 för förlytting till sin permanenta placering. Själva förflyttningen görs av nästa uppdrag STS-120. Rymdpromenaden avslutades 6:45 pm EDT, och varade i 6 timmar och 17 minuter.

#### EVA-2
Dag 6, Williams och Mastracchio. EVA-2 inleddes 11:32 am EDT. Ett trasigt gyroskop på Z1 truss flyttades till en plattform på utsidan av rymdstationen kallad External Stowage Platform–2, (ESP-2), som planeras bli returnerad till Jorden av STS-122. STS-118 medför en ny plattform ESP-3, som innehåller ett nytt gyroskop som ersättning för det trasiga. Det nya gyroskopet installerades. Rymdpromenaden avslutades 6:00 pm EDT, och varade i 6 timmar och 28 minuter.

#### EVA-3
Dag 8, Clayton Anderson, (Expedition 15) och Mastracchio. EVA-2 inleddes 10:37 am EDT. Fortsatta förberedelser inför STS-120 flytt av solpanelen S5 genomfördes. Rymdpromenaden avslutades tidigare än planerat, 4:05 pm EDT, på grund av en misstänkt skada på Mastracchios ena handske. De flesta planerade aktiviteter hade hunnit genomföras. Rymdpromenaden varade i 5 timmar och 28 minuter.

#### EVA-4
Dag 11, Anderson och Williams. Astronauterna installerade extra utrustning på S1 truss till den kanadensiska robotarm (kallad Dextre) som skall installeras av STS-123, som medger att robotarmen även kan användas för inspektion av dockade rymdskyttlar. De installerade även utrustning för trådlös videoöverföring att användas vid kommande uppdrag. Williams satte i och med denna EVA nytt kanadensiskt rekord i antal rymdpromenader såväl som tid på rymdpromenad, med tre rymdpromenader på sammanlagt 17 timmar och 46 minuter. Rymdpromenaden hade avkortats mot planerat på grund av Orkanen Dean och varade i 5 timmar och 2 minuter.

## Skador

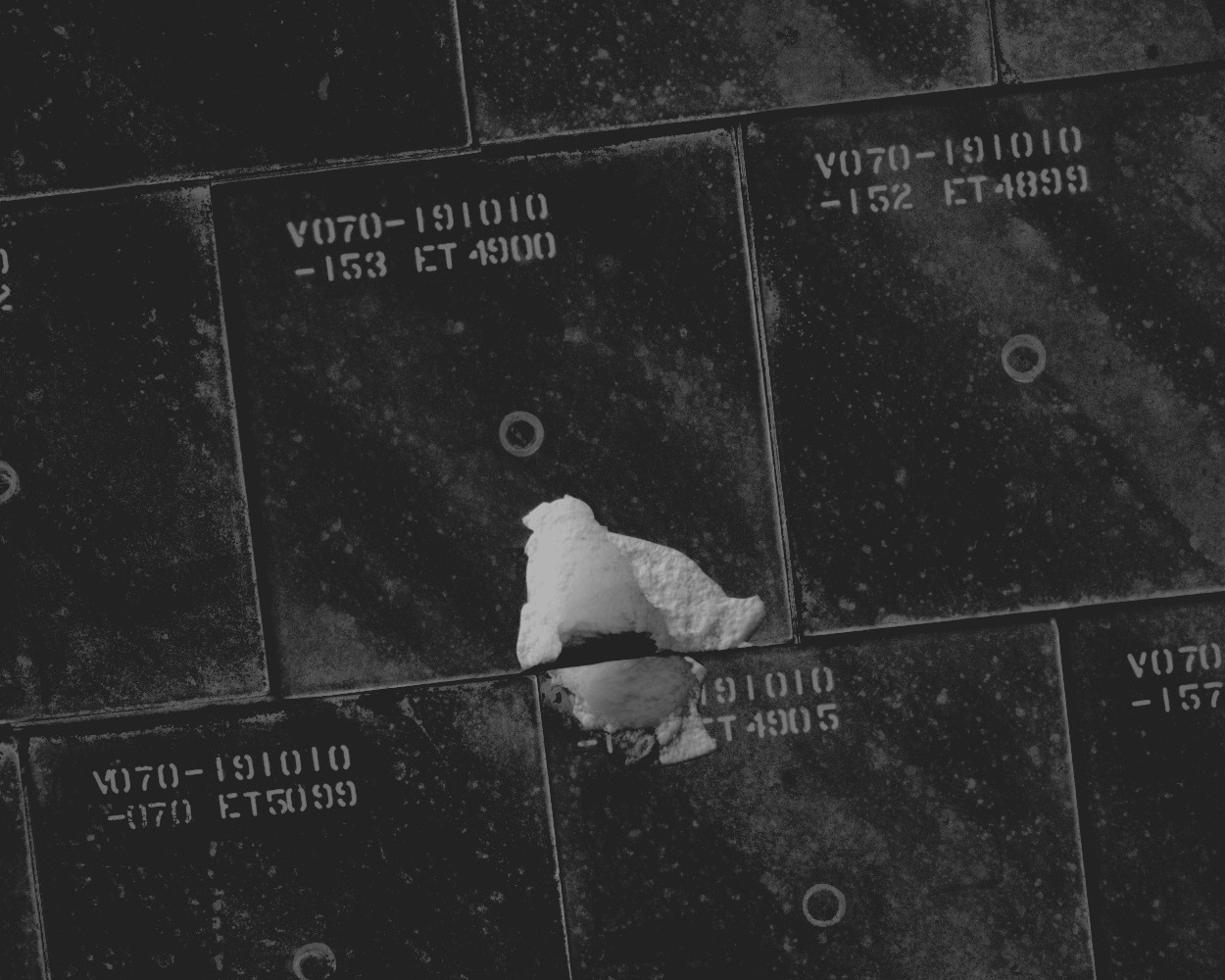
Detalj av skadan på Endeavours värmesköld.

Rymdfärjans värmesköld skadades av isklumpar vid uppskjutningen. Det bildades en 56 kvadratcentimeter stor skada vid landställen. Isklumparna lossnade ifrån den yttre bränsletanken och träffade farkosten 58 sekunder ifrån start.

## Rymdfärjans besättning

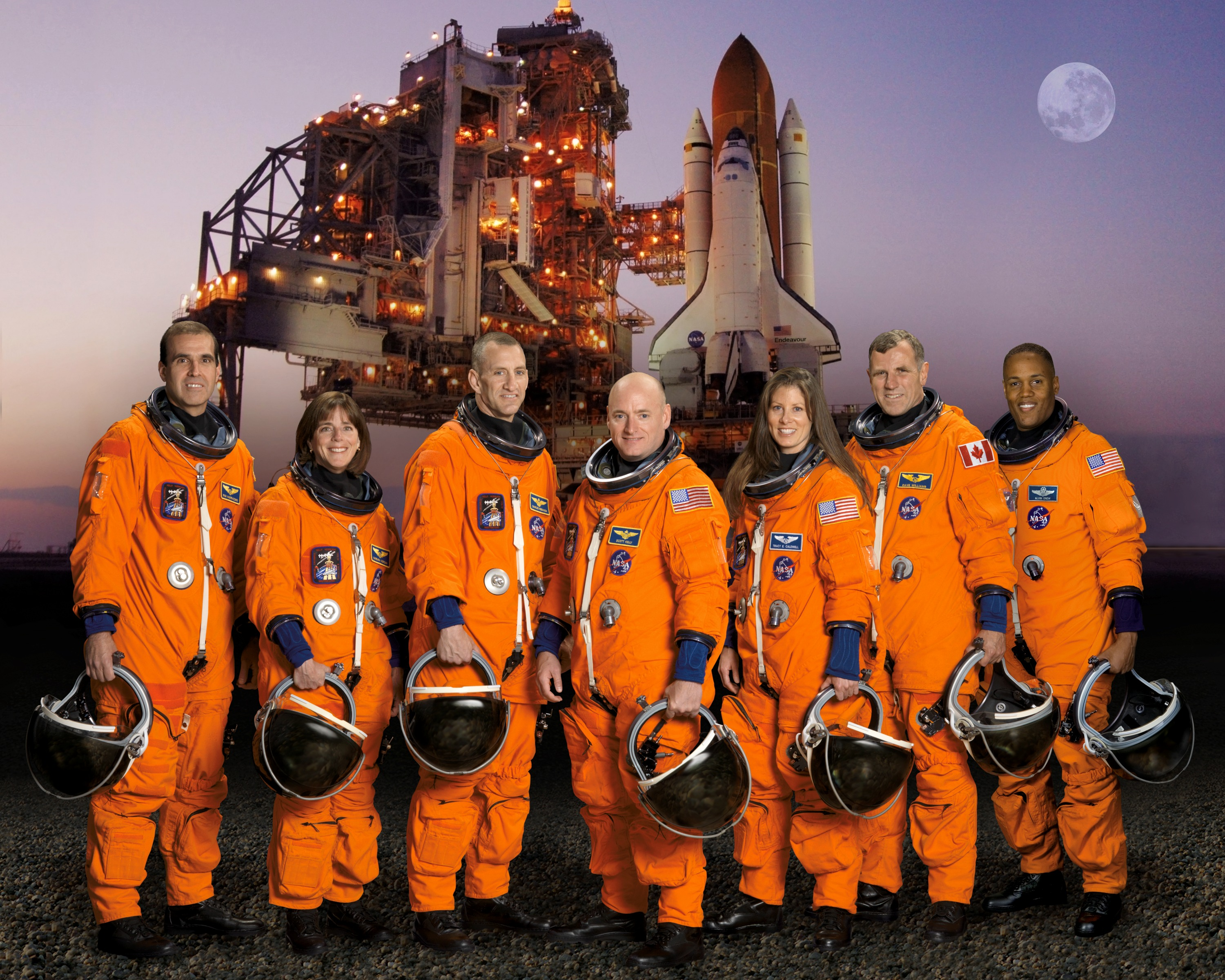
Avbildade astronauter från vänster är; Richard A. Mastracchio, uppdragsspecialist; Barbara R. Morgan, uppdragsspecialist; Charles O. Hobaugh, pilot; Scott J. Kelly, befälhavare; Tracy E. Caldwell, uppdragsspecialist; Dafydd Rhys Williams, uppdragsspecialist, CSA, Kanada; Benjamin Alvin Drew, uppdragsspecialist

- USA Scott J. Kelly, befälhavare
- USA Charles O. Hobaugh, pilot
- USA Barbara Morgan, uppdragsspecialist. Före detta lärare (reserv för Christa McAuliffe under uppdraget STS-51-L). Kommer att från rymdstationen utbilda elever som befinner sig på jorden.
- USA Richard A. Mastracchio, uppdragsspecialist. Rymdpromenad ett, två och tre.
- USA Tracy E. Caldwell, uppdragsspecialist. Manövrerar rymdskyttelns robotarm samt koordinerar rymdpromenaderna.
- Kanada Dafydd Rhys Williams, uppdragsspecialist, CSA, Kanada. Rymdpromenad ett, två och fyra.
- USA Benjamin Alvin Drew, uppdragsspecialist. Förbereder, samordnar och underhåller utrustning.

## Väckningar
Under Geminiprogrammet började NASA spela musik för besättningar och sedan Apollo 15 har man varje "morgon" väckt besättningen med ett särskilt musikstycke, särskilt utvalt antingen för en enskild astronaut eller för de förhållanden som råder.
| Dag | Låt                                                               | Artist/Kompositör                          | Spelad för         | Länk    |
| --- | ----------------------------------------------------------------- | ------------------------------------------ | ------------------ | ------- |
| 2   | "Where My Heart Will Take Me" (temat från Star Trek: Enterprise). | Russell Watson                             | Rick Mastracchio   | WAV MP3 |
| 3   | "Mr. Blue Sky"                                                    | Electric Light Orchestra                   | Scott Kelly        | WAV MP3 |
| 4   | "Gravity"                                                         | John Mayer                                 | Charles O. Hobaugh | WAV MP3 |
| 5   | "Up!"                                                             | Shania Twain                               | Dave Williams      | WAV MP3 |
| 6   | "Outa-Space"                                                      | Billy Preston                              | Alvin Drew         | WAV MP3 |
| 7   | "Happy Birthday to You"                                           | sång av Tracy´s syskonbarn                 | Tracy Caldwell     | WAV MP3 |
| 8   | "Good Morning World"                                              | skriven och framförd av Barbara´s son Adam | Barbara Morgan     | WAV MP3 |
| 9   | "Times Like These"                                                | Foo Fighters                               | Rick Mastracchio   | WAV MP3 |
| 10  | "Black Horse and the Cherry Tree"                                 | KT Tunstall                                | Tracy Caldwell     | WAV MP3 |
| 11  | "Learn to Fly"                                                    | Foo Fighters                               | Al Drew            | WAV MP3 |
| 12  | "Teacher, Teacher"                                                | 38 Special                                 | Barbara Morgan     | WAVMP3  |
| 13  | "Flying"                                                          | Long John Baldry Trio                      | Dave Williams      | WAVMP3  |
| 14  | "Homeward Bound"                                                  | Simon and Garfunkel                        | hela besättningen  | WAVMP3  |

## Galleri

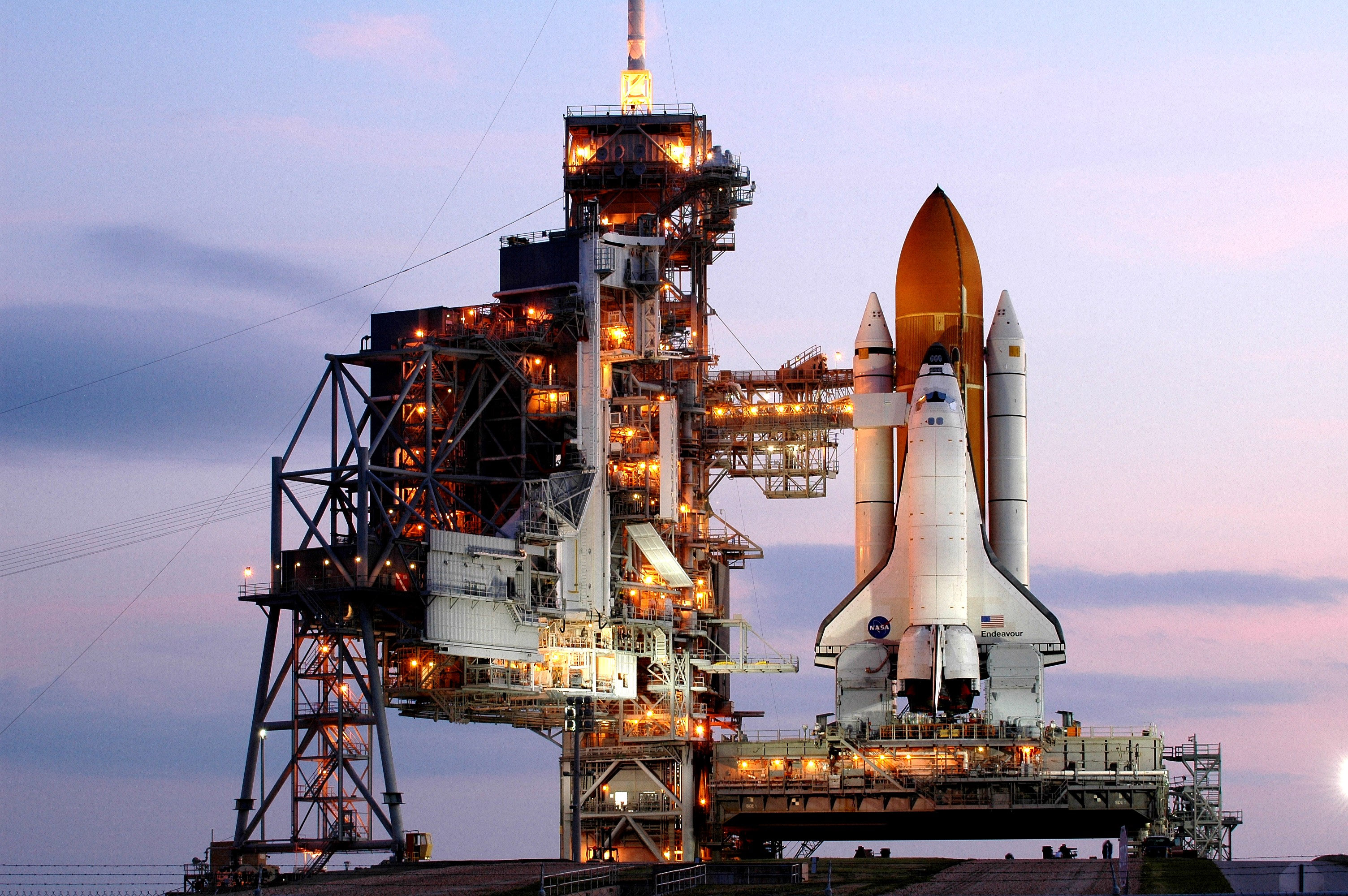
Endeavour på startplatta 39A
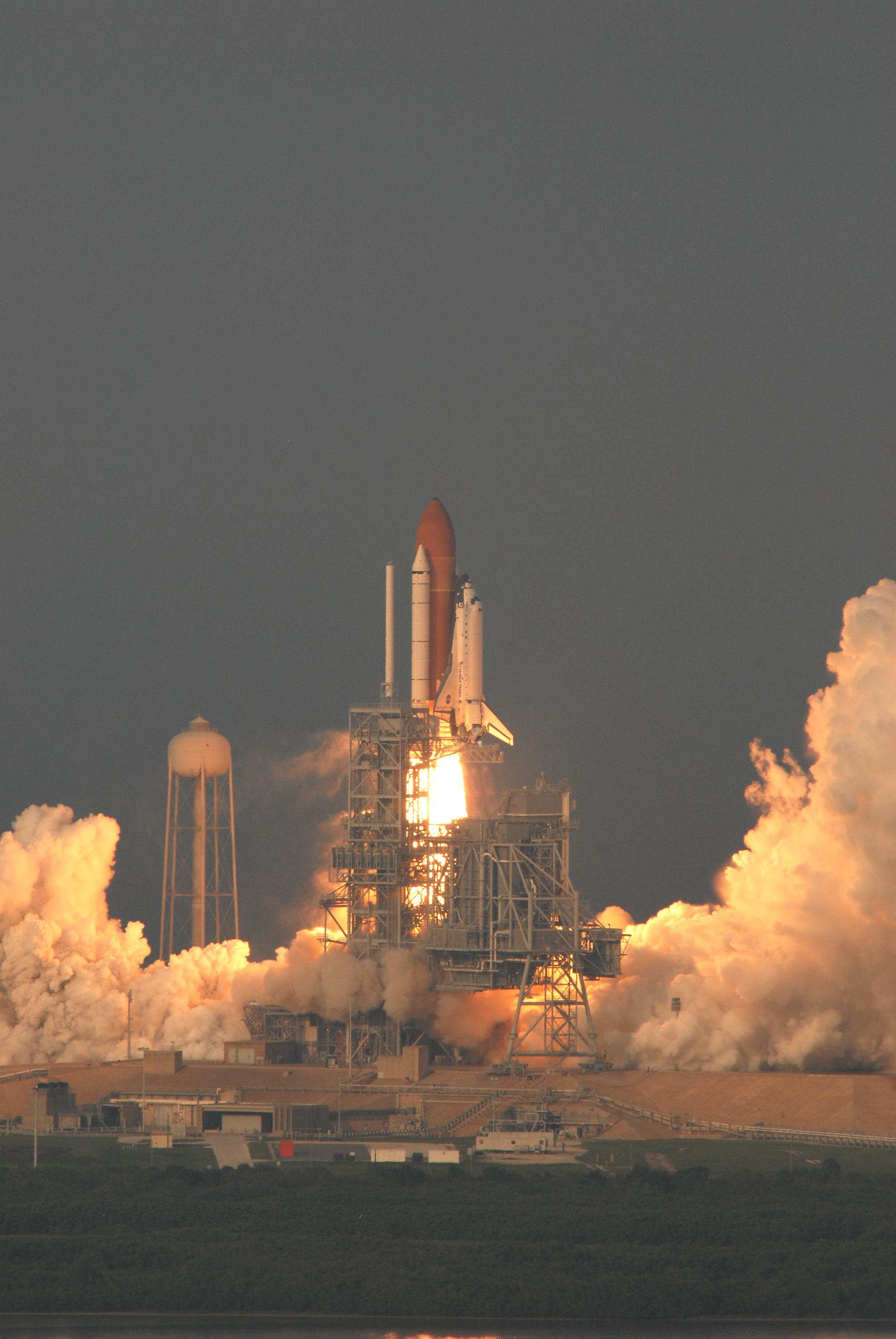
Endeavour startar den 8 augusti 6:36:42 p.m. EDT.
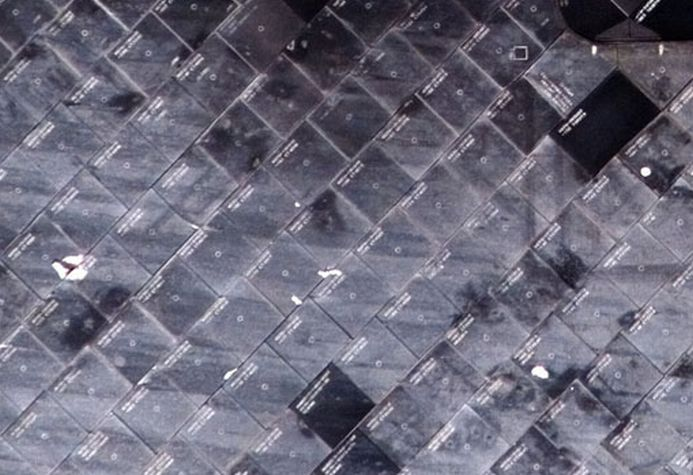
Skada på Endeavour syns som en vit fläck nära vänster bildkant.
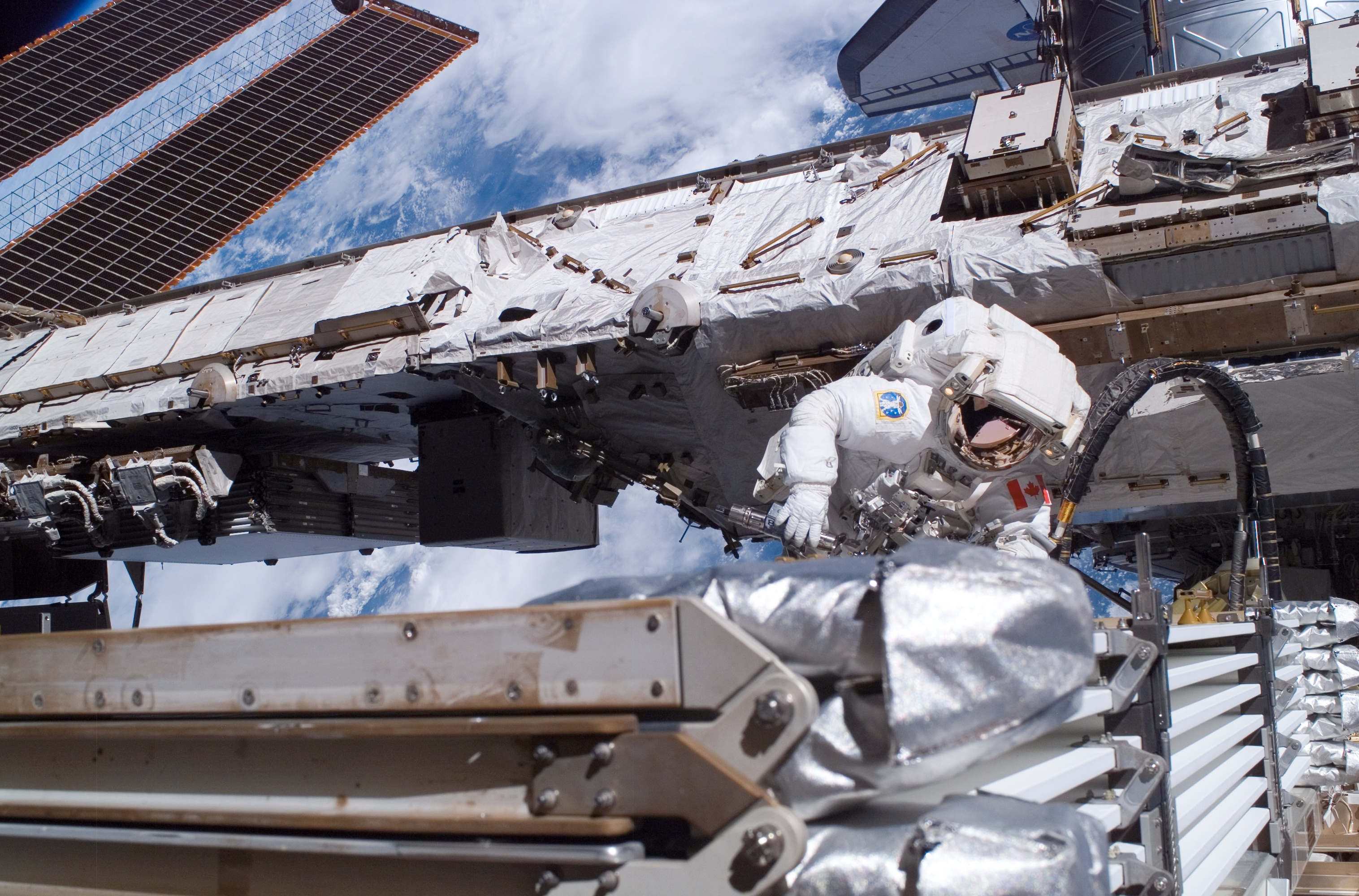
Williams under EVA-1.
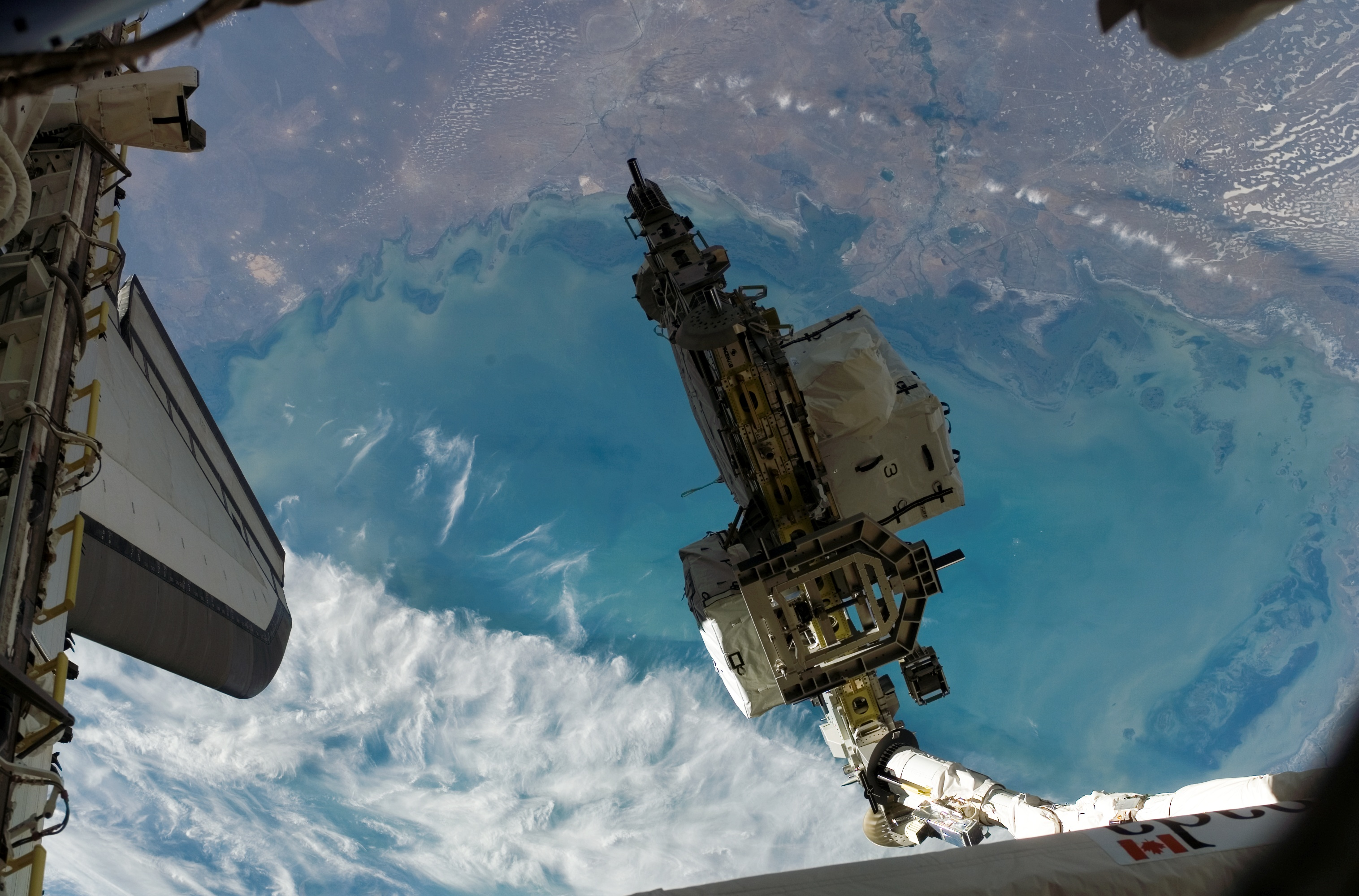
Canadarm2 flyttar lagringsplattformen ESP-3.
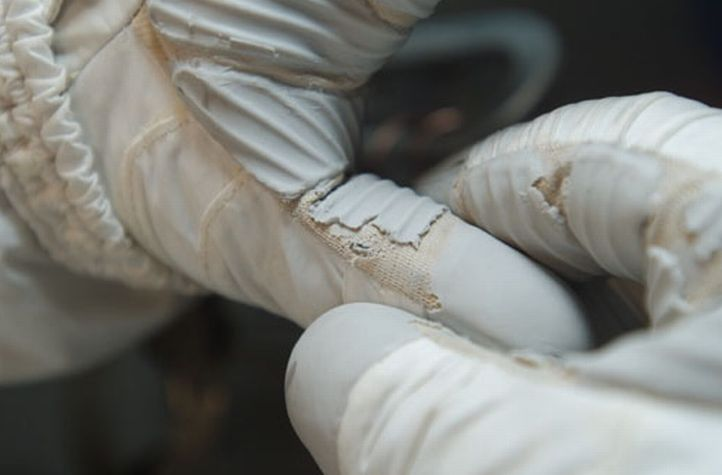
Närbild på skadan på Mastracchios handske under EVA-3.
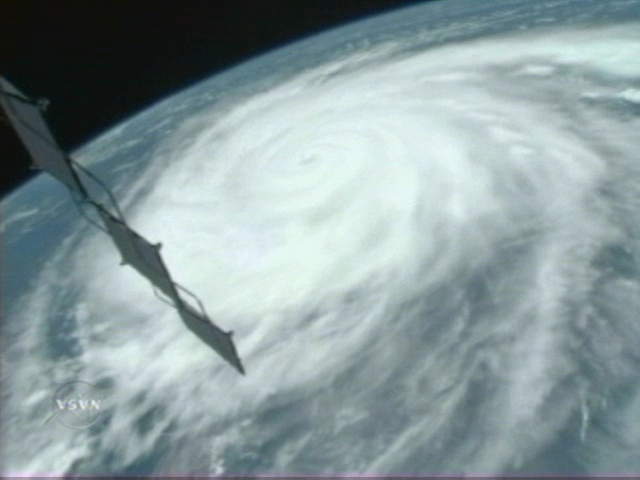
Orkanen Dean fotograferad från ISS.
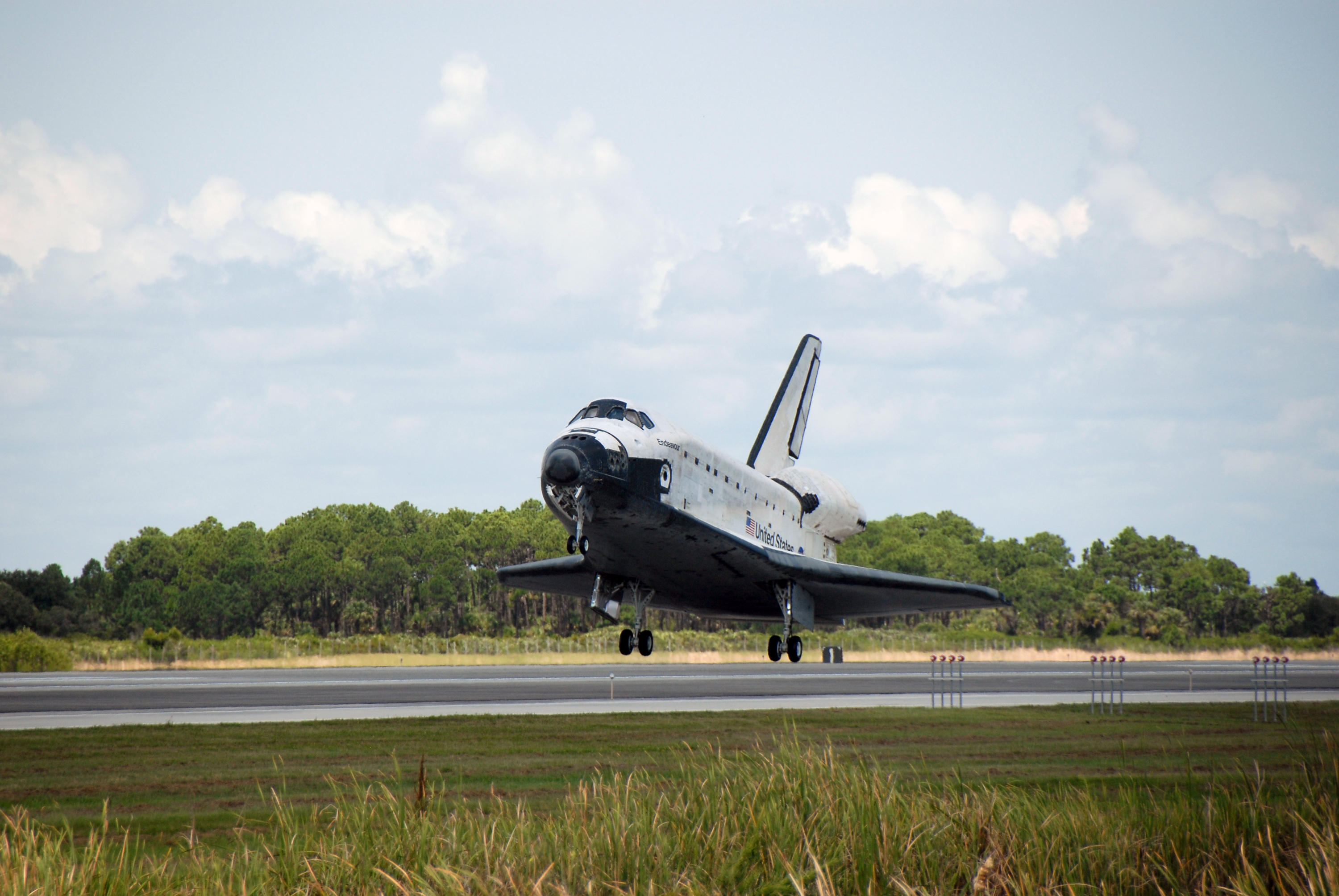
Endeavour landar den 21 augusti, 2007 16:33:20 UTC

### Fotnoter
1. ↑  ”NASA Space Science Data Coordinated Archive” (på engelska). NASA. https://nssdc.gsfc.nasa.gov/nmc/spacecraft/display.action?id=2007-035A. Läst 22 mars 2020.
2. ↑  Manned Astronautics - Figures & Facts Arkiverad 16 augusti 2016 hämtat från the Wayback Machine., läst 28 juli 2016.
3. ↑  Video från Morgans och Drews utbildning för Challenger Center for Space Science Education Arkiverad 28 september 2007 hämtat från the Wayback Machine. (engelska)
4. ↑  Orkanen Dean, Dagens Nyheter 17 augusti 2007.
5. ↑  Nasa studerar rymdfärjans skada, Dagens Nyheter 12 augusti 2007.